# Deggendorf Hauptbahnhof
Deggendorf Hauptbahnhof – stacja kolejowa w Deggendorf, w kraju związkowym Bawaria, w Niemczech. Znajduje się na linii Plattling – Bayerisch Eisenstein. Według DB Station&Service ma kategorię 5.

## Linie kolejowe
- Linia Plattling – Bayerisch Eisenstein
- Linia Deggendorf – Kalteneck
- Linia Deggendorf – Metten

## Historia
W 1866 uruchomiono linię kolejową Plattling-Deggendorf. W 1874 kontynuowano budowę linii w kierunku Lasu Bawarskiego. Ukończono trasę w 1877. Stację nazwano „Deggendorf”. Następnie doszło do budowy kolejnych linii kolejowych. 17 października 1891 uruchomiono połączenie kolejowe do Metten, a 26 listopada 1913 do Hengersberg, które zostało przedłużone 1 sierpnia 1914 do Kalteneck. Ze względu na wzrost znaczenia tej stacji otrzymała w dniu 5 maja 1941 dodatkową nazwę „Hauptbahnhof”.

## Połączenia
| Rodzaj pociągu | Trasa                                                                                  | Takt     | Nazwa    |
| -------------- | -------------------------------------------------------------------------------------- | -------- | -------- |
| WBA 1          | Plattling – Deggendorf Hbf – Gotteszell – Regen – Zwiesel (Bay) – Bayerisch Eisenstein | godzinny | Waldbahn |